# Furu (Sărățel)
Il Furu (o Purcel) è un fiume della Romania, affluente del fiume Sărățel, situato nel distretto di Vrancea.